# MELLOW LIPS
『Mellow Lips』（メロウ・リップス）は、髙橋真梨子の10枚目のスタジオ・アルバム。1985年9月21日にInvitationよりリリースされた。規格品番は、LP:VIH-28229、CT:VCF-10251、CD:VICL-5171。

## 概要
前作『Triad』より1年ぶりのリリースとなるアルバム。シングル「ジュン」を含む全9曲が収録されている。B-1「蜃気楼」は、翌年1月にA-4「迷い鳩のように」とのカップリングでシングルカットされた。収録曲中3曲の作詞は高橋自身が手掛けている。
M-5「フォローウインド」は、セントラルファイナンス ″おもいっきりMY WAY″ イメージソングとして使用された。
2020年9月2日には、受注生産によるMEG-CDの取り扱いが開始された。

## 収録曲

### LP / CT
| #  | タイトル                                    | 作詞       | 作曲           | 編曲     | 時間 |
| -- | ------------------------------------------- | ---------- | -------------- | -------- | ---- |
| 1. | 「ジュン」(11枚目のシングルA面曲)           | 大津あきら | 鈴木キサブロー | 武部聡志 | 4:20 |
| 2. | 「想い出の ″SENZALA″」                      | 髙橋真梨子 | 崎谷健次郎     | 奥慶一   | 4:21 |
| 3. | 「クロスワード」                            | 田口俊     | 亀井登志夫     | 奥慶一   | 4:18 |
| 4. | 「迷い鳩のように」(シングル「蜃気楼」B面曲) | 髙橋真梨子 | 崎谷健次郎     | 武部聡志 | 4:28 |
| 5. | 「フォローウインド」                        | 園部和範   | 小田裕一郎     | 武部聡志 | 4:13 |

| #  | タイトル                          | 作詞       | 作曲           | 編曲     | 時間 |
| -- | --------------------------------- | ---------- | -------------- | -------- | ---- |
| 1. | 「蜃気楼」(12枚目のシングルA面曲) | 松井五郎   | 亀井登志夫     | 奥慶一   | 5:03 |
| 2. | 「New York, New York」            | 髙橋真梨子 | 崎谷健次郎     | 武部聡志 | 4:18 |
| 3. | 「ストライプ」                    | 田口俊     | 奥慶一         | 奥慶一   | 4:16 |
| 4. | 「OVER」                          | 大津あきら | 鈴木キサブロー | 武部聡志 | 5:42 |

### CD
| #  | タイトル               | 作詞       | 作曲           | 編曲     | 時間 |
| -- | ---------------------- | ---------- | -------------- | -------- | ---- |
| 1. | 「ジュン」             | 大津あきら | 鈴木キサブロー | 武部聡志 | 4:20 |
| 2. | 「想い出の ″SENZALA″」 | 髙橋真梨子 | 崎谷健次郎     | 奥慶一   | 4:21 |
| 3. | 「クロスワード」       | 田口俊     | 亀井登志夫     | 奥慶一   | 4:18 |
| 4. | 「迷い鳩のように」     | 髙橋真梨子 | 崎谷健次郎     | 武部聡志 | 4:28 |
| 5. | 「フォローウインド」   | 園部和範   | 小田裕一郎     | 武部聡志 | 4:13 |
| 6. | 「蜃気楼」             | 松井五郎   | 亀井登志夫     | 奥慶一   | 5:03 |
| 7. | 「New York, New York」 | 髙橋真梨子 | 崎谷健次郎     | 武部聡志 | 4:18 |
| 8. | 「ストライプ」         | 田口俊     | 奥慶一         | 奥慶一   | 4:16 |
| 9. | 「OVER」               | 大津あきら | 鈴木キサブロー | 武部聡志 | 5:42 |

## シングル

### 概要
11枚目のシングル。B面曲「The Time To Say Good-bye」は、アルバム『Tenderness』からのシングルカット。

### 収録曲
1. ジュン（4:20）
作詞：大津あきら / 作曲：鈴木キサブロー / 編曲：武部聡志
2. The Time To Say Good-bye（4:33）
作詞：竜真知子 / 作曲：ヘンリー広瀬 / 編曲：井上鑑

### 概要
アルバム『MELLOW LIPS』からのシングルカット。表題曲「蜃気楼」は、フジテレビ系ドラマ『夏樹静子サスペンス』主題歌として使用された。B面曲「迷い鳩のように」は髙橋自身が作詞を手掛けている。

### 収録曲
1. 蜃気楼（5:07）
作詞：松井五郎 / 作曲：亀井登志夫 / 編曲：奥慶一
2. 迷い鳩のように（4:28）
作詞：髙橋真梨子 / 作曲：崎谷健次郎 / 編曲：武部聡志

## 参考資料
- オリコン『ALBUM CHART-BOOK COMPLETE EDITION 1970-2005』オリコン・マーケティング・プロモーション、2006年4月。ISBN 978-4-87131-077-2。
- オリコン『SINGLE CHART-BOOK COMPLETE EDITION 1968-2005』オリコン・マーケティング・プロモーション、2006年4月。ISBN 9784871310765。